# Кусепкалиев, Даулетше
Даулетше Кусепкалиев (каз. Дәулетше Күсепқалиев; род. 1870, Старосербск, Екатеринославский уезд, Екатеринославская губерния, Российская империя — 1944) — государственный деятель западного отделения Алашской автономии, член совета Уильский вилаят, военный врач.

## Биография
Родился в 1870 году, учился в волостной казахско-русской школе Оренбургской гимназии. С отличием окончил Уральское войсковое училище, в 1900 году, в Санкт-Петербургской Императорской военно-медицинской академии, получил должность медика.
В 1912 году был руководителем больницы Жымпитинского земства. Вместе с саратовским врачом-эпидемиологом Г. И. Кольцовым открыл лабораторию по выявлению и лечению инфекционных заболеваний в казахской степи. Свои работы публиковал в газете «Казах».
На 1-м Казахском Уральском съезде в 1917 году стал членом Уральского комитета Алашской автономии, был секретарём Второго всеказахского съезда. На 4-м Казахском Уральском съезде в Жымпиты был заместителем председателя. С 1918 по 1919 годы, совместно с Ж. Мергеновым и Ж. Досмухамедовым был членом совета Уильский вилаят правительства Алаш-Орды.
С марта по июль 1920 года был руководителем санитарно-эпидемиологической службы здравоохранения Казревкома. В 1934-1940 годах работал главным врачом в Каскеленской районной больнице Алматинской области, Келесской районной больницы Южно-Казахстанской области, Абайской районной больницы Семипалатинской области.
Умер в 1944 году.